# Кирпичи
«Кирпичи» (з рос. — «Цеглини») — російський хіп-хоп і рок-гурт із міста Санкт-Петербург.

## Учасники

### Поточний склад
- Вася Васін — гітара, вокал (з 1995).
- Данило Смирнов — бас, вокал, programming (з 1996).
- Вадим Латишев — ударні, вокал (з 2000).

### Колишні учасники
- Євген Назаров — ударні, DJ, MC (1996—2000)
- Євген Яровой — гітара (1995—1996)
- Кирило Соловйов — ударні (1995—1996)
- Леонід Непомнящий — бас (1995)
- Станіслав Ситник — бас (1995)
- Світлана Терентьєва — ударні (2000)
- Іван Людевіг — гітара (2002—2007)

## Реакція на напад Росії
Після анексії Криму Росією «Кірпічі» виступали на півострові. Зокрема, на «X-Fest» у Севастополі у 2017 році. Після нападу Росії на Україну у лютому 2022 року, фанати гурту скаржилися, що фронтмен «Кірпічів» Вася Васін не тільки не висловив свою позицію щодо дій російської армії, а й блокував у соцмережах користувачів, які у коментарях на його сторінці просили Васіна висловити антивоєнну позицію.

## Дискографія
| Дата реліза | Назва                    |
| ----------- | ------------------------ |
| 1995        | Live in Polygon          |
| 1996        | «Кирпичи тяжелы»         |
| 1999        | «Смерть на рейве»        |
| 2000        | «Капиталиzм 00»          |
| 2002        | «Сила ума»               |
| 2004        | «Let's rock!»            |
| 2005        | «Царский альбомъ»        |
| 2006        | «7»                      |
| 2008        | «Камни»                  |
| 2009        | «Главклуб» (максі-сингл) |
| 2011        | «Новые Кирпы Моо Фок»    |